# Gauliga Ostmark
De Gauliga Ostmark was tussen 1938 en 1945 de hoogste klasse in Oostenrijk, dat na de Anschluss een deel van het Derde Rijk geworden was. Voorheen heette de hoogste klasse in Oostenrijk Nationalliga. De competitie in Duitsland was erg verdeeld en er waren voorheen zestien Gauliga's, waarvan de kampioenen elkaar bekampten. Tijdens de Tweede Wereldoorlog kwamen er nog meerdere Gauliga's bij. De kampioen plaatste zich voor de eindronde om de Duitse landstitel en de Oostenrijkse clubs presteerden daar bijzonder goed. Van de zes seizoenen eindigden de kampioenen vijf keer bij de laatste vier en Rapid Wien werd zelfs landskampioen in 1941.

## Erelijst
| Seizoen | Kampioen       | Vicekampioen     |
| 1938/39 | SK Admira Wien | SC Wacker Wien   |
| 1939/40 | SK Rapid Wien  | SC Wacker Wien   |
| 1940/41 | SK Rapid Wien  | SC Wacker Wien   |
| 1941/42 | First Vienna   | FC Wien          |
| 1942/43 | First Vienna   | Wiener AC        |
| 1943/44 | First Vienna   | Floridsdorfer AC |

## Eeuwige ranglijst
| Club               | /7 |
| ------------------ | -- |
| First Vienna FC    | 7  |
| SK Rapid Wien      | 7  |
| SC Wacker Wien     | 7  |
| Wiener Sport-Club  | 7  |
| FK Austria Wien    | 7  |
| SK Admira Wien     | 6  |
| FC Wien            | 6  |
| Floridsdorfer AC   | 5  |
| Wiener AC          | 3  |
| Amateure Fiat Wien | 2  |

| Club                              | /7 |
| --------------------------------- | -- |
| Grazer SC                         | 2  |
| SK Amateure Steyr                 | 1  |
| Reichsbahn Wacker Wiener Neustadt | 1  |
| Linzer ASK                        | 1  |
| Post SV Wien                      | 1  |
| SG Reichsbahn Wien                | 1  |
| SK Sturm Graz                     | 1  |
| Luftwaffen-SV Markersdorf         | 1  |
| SC Rapid Oberlaa                  | 1  |

Originele Gauliga's: Baden · Bayern · Berlin-Brandenburg · Hessen · Mitte · Mittelrhein · Niederrhein · Niedersachsen · Nordmark · Ostpreußen · Pommern · Sachsen · Schlesien · Südwest-Mainhessen · Westfalen · Württemberg

Gauliga's na 1939: Hamburg · Hessen-Nassau · Köln-Aachen · Kurhessen · Mecklenburg · Moselland · Niederschlesien · Oberschlesien · Osthannover · Schleswig-Holstein · Südhannover-Braunschweig · Weser-Ems · Westmark

Gauliga's in bezette gebieden: Böhmen und Mähren · Danzig-Westpreußen · Elsaß · Generalgouvernement · Sudetenland · Ostmark · Wartheland